# Canon EOS 7D
Die Canon EOS 7D ist eine digitale Spiegelreflexkamera des japanischen Herstellers Canon, die im Oktober 2009 in den Markt eingeführt wurde. Sie richtet sich an ambitionierte Hobbyfotografen und Profis. Wegen der hohen Serienbildgeschwindigkeit eignet sie sich vor allem für Sport- und Tierfotografie.
Am 15. September 2014 stellte der Hersteller das Nachfolgemodell EOS 7D Mark II vor.

## Technische Merkmale
Die Kamera erlaubt eine Serienbildrate von 8 Bildern pro Sekunde. Videos können in 1080p-Auflösung mit bis zu etwa 30 Bildern/s oder 720p mit bis zu etwa 60 Bildern/s aufgezeichnet werden. Das Autofokussystem arbeitet mit 19 Kreuzsensoren. Das Grundgehäuse der Kamera ist spritzwasserfest. Die EOS 7D kann als erste Kamera des Herstellers geeignete EX-Speedlite-Blitzgeräte drahtlos auslösen. Das Gesichtsfeld im Sucher bietet 100 % Abdeckung bei 1,0-facher Vergrößerung  – das Bild im Sucher entspricht also genau dem aufgenommenen Bild. Eine elektronische Wasserwaage kann wahlweise im Sucher oder auf dem rückwärtigen Display eingeblendet werden. Die Mattscheibe lässt sich im Gegensatz zu anderen Modellen des Herstellers nicht mehr tauschen, ist dafür aber als transparentes LCD ausgeführt. Dadurch ist es möglich, die Anzeige im Sucherbild über das Menü zu wechseln. Der TTl-Belichtungsmessung stehen 63 Messsektoren zur Verfügung. Der Spot-Bereich kann dabei auf ca. 2,3 % des Bildfeldes eingegrenzt werden (Spotmessung).
Die Kamera weist unter anderem folgende Merkmale auf:
- 7,5-cm-(3,0")-LCD mit einer Auflösung von 640 × 480 Pixel
- ISO 100–6400 (erweiterbar über Sonderfunktion auf 12.800)
- Integrierte Sensorreinigung (EOS Integrated Cleaning System)
- kompatibel mit allen EF/EF-S-Objektiven und EX-Speedlites-Blitzgeräten (mit integriertem Transmitter)
- Enhanced Live-View AF
- Zwei DIGIC-4-Prozessoren

## Ergonomie

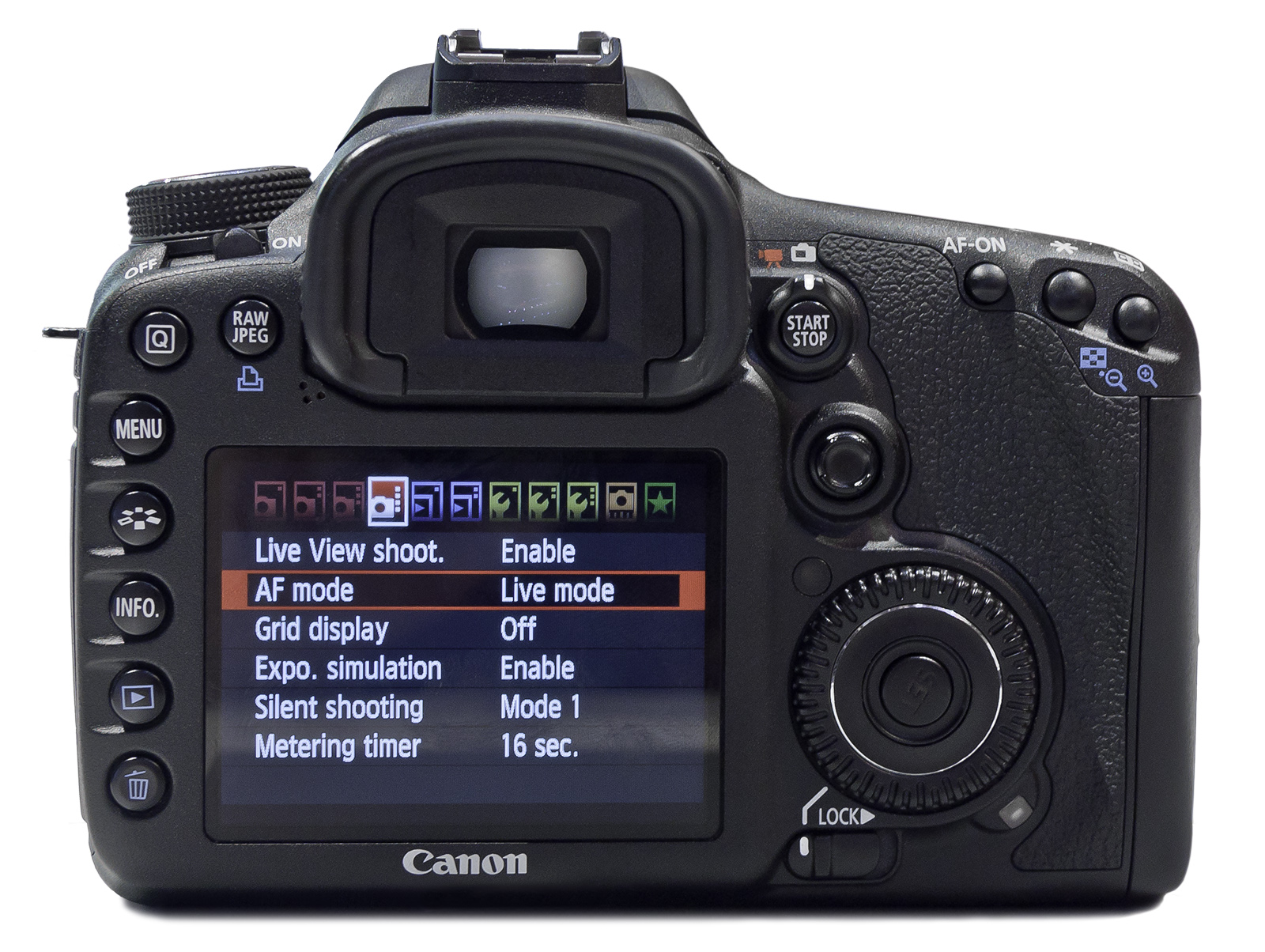
Die 7D verfügt über größere Tasten als ihre Vorgänger

Als erstes Modell der EOS-Serie verfügt die 7D über größere Tasten, die sich auch mit Handschuhen bedienen lassen. Das Display verfügt über eine farblose Antireflexbeschichtung. Neu ist auch die Möglichkeit, die Video- und Liveview-Funktion über einen Tastendruck zu starten. Ebenfalls neu ist die Position des Ein/Aus-Schalters, der bei der EOS 7D am Programmwahlrad zu finden ist (zuvor war der Schalter bei EOS-Modellen, die über ein LC-Display auf der Oberseite verfügen, am rückwärtigen Schnellwahlrad positioniert).

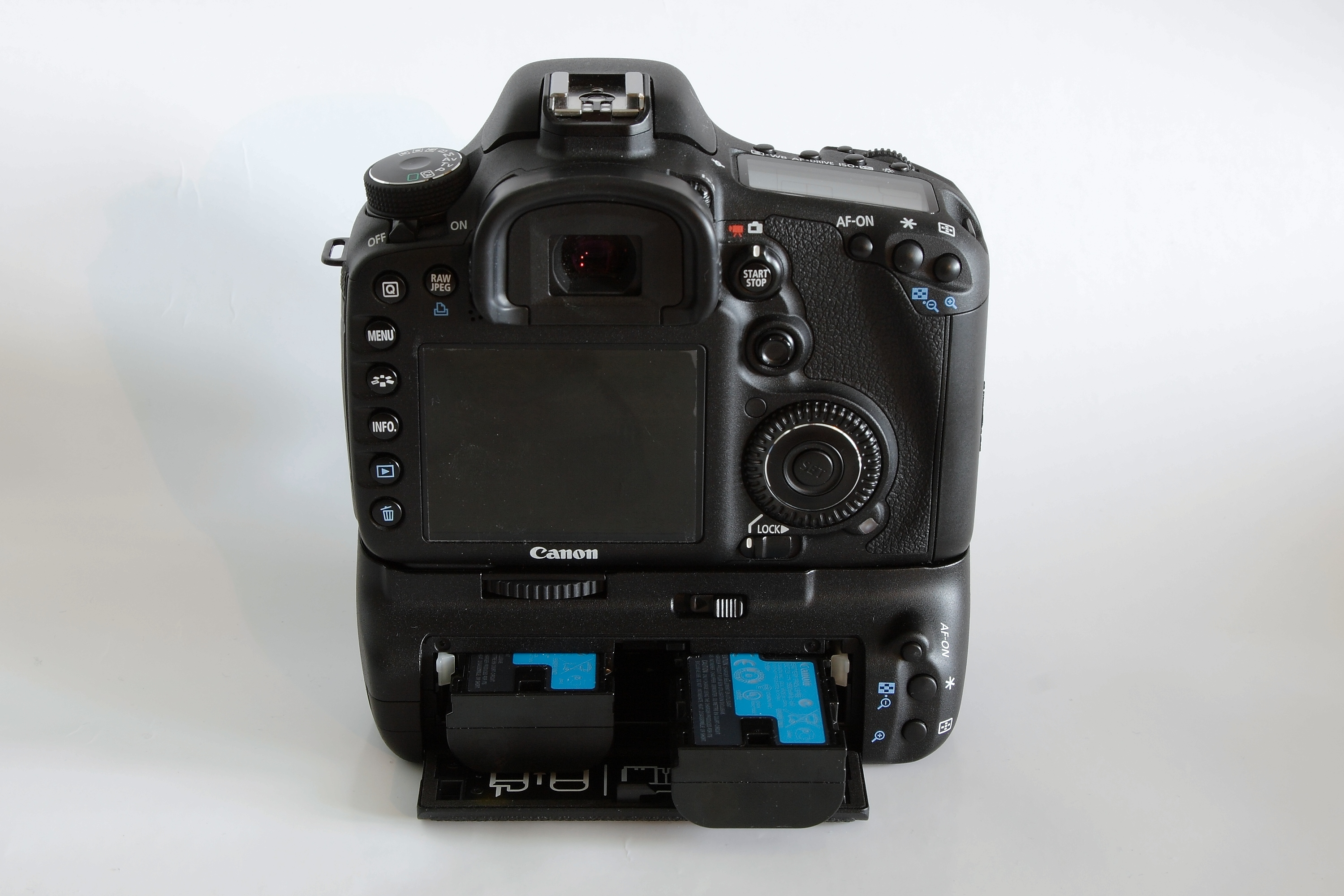
Rückansicht der EOS 7D mit Batteriehandgriff BG-E7

## Firmware-Update 2012
Ein umfangreiches Firmwareupdate wurde im August 2012 veröffentlicht. Das Update steigert die maximale Serienbildgeschwindigkeit von 7,3 Bilder pro Sekunde auf 8 Bilder/s. Auch ISO-Automatik (Belichtungsindex) kann dadurch beschränkt werden; mögliche Maximalwerte sind im Wertebereich von ISO 400 bis ISO 6400. Der Audiopegel für Filmaufnahmen kann manuell eingestellt werden. Neben einigen Bearbeitungsmöglichkeiten von Bildern im Rohdatenformat lässt sich auch ein GPS-Modul an der Kamera betreiben.

## Video
Während der Videoaufnahme besteht die Möglichkeit, Blende und Bildfrequenz manuell einzustellen. Einen kontinuierlichen Autofokus während Filmaufnahmen besitzt die Kamera nicht. Die Filmsequenzen sind auf zwölf Minuten bei 1080p und 720p begrenzt bzw. 24 Minuten bei 640 × 480. bzw. 4 GB Dateigröße. Die 7D bietet die Möglichkeit, den Ton von einem externen Mikrofon aufzunehmen, welches z. B. am Zubehörschuh angebracht ist. Als Schnittstelle dient eine Klinkenbuchse.
Die Kamera unterstützt wichtige Bildwiederholraten nativ, d. h. die NTSC- und PAL-basierten 60 fps/50fps und deren Vollbildvarianten mit 30 bzw. 25 fps. Darüber hinaus unterstützt die Kamera in 1080p die filmtypische Bildwiederholrate 24 fps. Videos werden als H.264/AVC-kodierte Mov-Dateien abgelegt.